# Арабайона-де-Мохіка
Арабайона-де-Мохіка (ісп. Arabayona de Mógica) — муніципалітет в Іспанії, у складі автономної спільноти Кастилія-і-Леон, у провінції Саламанка. Населення — 443 особи (2010).
Муніципалітет розташований на відстані близько 160 км на північний захід від Мадрида, 25 км на схід від Саламанки.

## Демографія
Динаміка населення (INE ):

## Зовнішні посилання
- Провінційна рада Саламанки: індекс муніципалітетів [Архівовано 23 квітня 2009 у Wayback Machine.]
- Вебсторінка про муніципалітет Арабайона-де-Мохіка [Архівовано 19 березня 2011 у Wayback Machine.]
- Посилання на Google Maps